# Peter Pohl
Peter Pohl, född 5 december 1940 i Hamburg, Tyskland, är en svensk författare och
universitetslektor i numerisk analys vid Kungliga Tekniska högskolan i Stockholm.

## Uppväxt
Efter att Pohls far dött under andra världskriget flyttade Pohls mor, som var svenska, till Sverige med den då fyraårige Peter Pohl. Han började i skolan 1947 och fortsatte på Södra Latin, där han tog studentexamen 1959.
Efter att själv ha deltagit på Södra Latins sommarhem började han vid 15 års ålder att vara verksam som ungdomsledare, vilket han fortsatte med till 1970.

## Utbildning och akademisk verksamhet
Efter värnpliktstjänstgöring påbörjade Pohl universitetsstudier i fysik och matematik, och började 1963 arbeta som forskningsassistent och därefter forskningsingenjör vid Försvarets forskningsanstalt 1963. Efter några år började han att undervisa och forska vid Kungliga Tekniska högskolan (KTH). Han disputerade i numerisk analys vid Stockholms universitet 1975, och blev senare universitetslektor vid NADA, en institution gemensam för KTH och Stockholms universitet. Pohl har skrivit flera läroböcker i numerisk analys, den första 1977 tillsammans med Gerd Eriksson och Germund Dahlquist.

## Skönlitterärt författande
Efter att i yngre år ägnat sig åt att skriva berättelser och senare åt att fotografera började Pohl arbeta med att filma i slutet av 1970-talet. Han skapade ett antal kortfilmer och fick en del priser och utmärkelser för dessa. Filmandet ledde Pohl till att hitta sin stil, och han bestämde sig för att åter försöka sig på att skriva, och började 1983 på Ordfronts författarverkstad.
Pohls skönlitterära debut skedde 1985 med boken Janne, min vän. 1986, året efter den gavs ut, började boken få mycket uppmärksamhet och Pohl belönades med Litteraturfrämjandets debutantpris och Nils Holgersson-plaketten.
Jag saknar dig, jag saknar dig! fick Augustpriset i klassen för barn- och ungdomsböcker 1992.
Pohl är en av de mest översatta svenska författarna och har jämfört med andra svenska författare vunnit ett stort internationellt erkännande.

### Litterär stil
Pohls böcker säljs och marknadsförs ofta som barn- eller ungdomsböcker, trots att författaren menar att han inte tänker på någon särskild publik när han skriver. Vissa böcker menar författaren blir ungdomsböcker, andra "vuxenböcker". Hans böcker handlar ofta om barn som på olika sätt har det svårt, och innehåller ofta omfattande skildringar av lidande, sorg och ondska. Vissa kritiker uppfattar dem därför som alltför dystra för barn.
De sex böckerna Regnbågen har bara åtta färger, Vi kallar honom Anna, De Stora Penslarnas lek, Medan regnbågen bleknar, Vilja växa och Klara papper är ett måste utgör en romansvit med grund i Pohls egen ungdom och har blivit föremål för två doktorsavhandlingar: en av Wiveca Friman, Växandets gestaltning i Peter Pohls romansvit om Micke och en av Monica Nordström Jacobsson, "Peter Pohls litterära projekt. En tematisk studie med utgångspunkt i debutromanen 'Janne, min vän'".
På 2010-talet skrev Peter Pohl även böcker för yngre barn, t.ex. Anton, jag gillar dig och En vän som heter Mia.

## Översättningar
| År     | Svenska                             | Tyska                                     | Danska                                  | Norska                                  | Andra språk |
| ------ | ----------------------------------- | ----------------------------------------- | --------------------------------------- | --------------------------------------- | --- |
| 1985   | Janne, min vän                      | Jan, mein Freund (1990)                   | Min bedste ven (1987)                   | Janne min venn (1988)                   | Holländska: Jan, mijn vriend (1991), Engelska: Johnny, My Friend (1991), Franska: Jan, mon ami (1995), Italienska: Il mio amico Jan (1996), Estniska: Janne, mu sõber (1997), Japanska: 『ヤンネ、ぼくの友だち』 (Yanne, boku no tomodachi) (1997), Isländska: Janni vinur minn (1997), Plattyska: Jan, mien Fründ (2000) |
| 1986   | Regnbågen har bara åtta färger1     | Der Regenbogen hat nur acht Farben (1993) | –                                       | –                                       | Nederländska: De regenboog heeft maar acht kleuren (1995) |
| 1987   | Vi kallar honom Anna1               | Nennen wir ihn Anna (1991)                | Vi kalder ham Anna (1989)               | Vi kaller ham Anna (1989)               | Nederländska: We noemen hem Anna (1993) |
| 1988   | Havet inom oss                      | Inga översättningar finns tillgängliga.   | Inga översättningar finns tillgängliga. | Inga översättningar finns tillgängliga. | Inga översättningar finns tillgängliga. |
| 1988   | Alltid den där Anette!              | Inga översättningar finns tillgängliga.   | Inga översättningar finns tillgängliga. | Inga översättningar finns tillgängliga. | Inga översättningar finns tillgängliga. |
| 1989   | De stora penslarnas lek1            | Inga översättningar finns tillgängliga.   | Inga översättningar finns tillgängliga. | Inga översättningar finns tillgängliga. | Inga översättningar finns tillgängliga. |
| 1989   | Medan regnbågen bleknar1            | Während der Regenbogen verblasst (1994)   | –                                       | Mens regnbuen blekner (1991)            | – |
| 1990   | Kan ingen hjälpa Anette?            | Inga översättningar finns tillgängliga.   | Inga översättningar finns tillgängliga. | Inga översättningar finns tillgängliga. | Inga översättningar finns tillgängliga. |
| 1991   | Malins kung Gurra                   | Ich bin Malin (1992)                      | Du må gerne sove i min hånd (1993)      | Malin og Kong Gurra (1994)              | Estniska: Pärast viimast hoiatust (1999) |
| 1991   | Man har ett snärj                   | Inga översättningar finns tillgängliga.   | Inga översättningar finns tillgängliga. | Inga översättningar finns tillgängliga. | Inga översättningar finns tillgängliga. |
| 1992   | Glittras uppdrag                    | Glittras Auftrag (1997)                   | –                                       | –                                       | – |
| 1992   | Jag saknar dig, jag saknar dig!     | Du fehlst mir, du fehlst mir! (1994)      | Jeg savner dig, jeg savner dig (1993)   | Jeg savner deg, jeg savner deg (1993)   | Holländska: Ik mis je, ik mis je! (1994), Finska: Sinä ja minä ikuisesti (1997), Isländska: Ég sakna þín (1998), Engelska: I miss you, I miss you! (1999), Slovenska: Pogrešam te, pogrešam te (1999) |
| 1993   | En röd sten till Carina             | Inga översättningar finns tillgängliga.   | Inga översättningar finns tillgängliga. | Inga översättningar finns tillgängliga. | Inga översättningar finns tillgängliga. |
| 1994   | Vill dig                            | Inga översättningar finns tillgängliga.   | Inga översättningar finns tillgängliga. | Inga översättningar finns tillgängliga. | Inga översättningar finns tillgängliga. |
| 1994   | Vilja växa1                         | Inga översättningar finns tillgängliga.   | Inga översättningar finns tillgängliga. | Inga översättningar finns tillgängliga. | Inga översättningar finns tillgängliga. |
| 1995   | När alla ljuger                     |                                           |                                         |                                         | |
| 1996   | Minns det                           | Inga översättningar finns tillgängliga.   | Inga översättningar finns tillgängliga. | Inga översättningar finns tillgängliga. | Inga översättningar finns tillgängliga. |
| 1997   | Men jag glömmer dig inte            | Ich werde immer bei euch sein (1998)      | Men jeg glemmer dig ikke (1998)         | Men jeg glemmer deg aldri (1998)        | – |
| 1998   | Intet bortom det yttersta           | Unter der blauen Sonne (2002)             | Tims historie (1999)                    | –                                       | – |
| 1998   | Klara papper är ett måste1          | Inga översättningar finns tillgängliga.   | Inga översättningar finns tillgängliga. | Inga översättningar finns tillgängliga. | Inga översättningar finns tillgängliga. |
| 1998   | Tillsammans kan vi förändra världen | Inga översättningar finns tillgängliga.   | Inga översättningar finns tillgängliga. | Inga översättningar finns tillgängliga. | Inga översättningar finns tillgängliga. |
| 1999   | Man kan inte säga allt              | no                                        | Man kan ikke sige alt (2001)            | –                                       | Finska: Valonarkaa (2000) |
| 2000   | Jag är kvar hos er                  | Aber ich vergesse dich nicht (2003)       | –                                       | –                                       | Estniska: Ma olen ikka teiega (2003) |
| 2002   | Tusen kulor                         | -                                         | Tusind kugler (2004)                    | –                                       | Polska: Tysiąc kulek (2005) |
| 2005   | Sekten                              | Inga översättningar finns tillgängliga.   | Inga översättningar finns tillgängliga. | Inga översättningar finns tillgängliga. | Inga översättningar finns tillgängliga. |
| 2007   | Nu heter jag Nirak                  | Inga översättningar finns tillgängliga.   | Inga översättningar finns tillgängliga. | Inga översättningar finns tillgängliga. | Inga översättningar finns tillgängliga. |
| (2008) | Anton, jag gillar dig!              | Inga översättningar finns tillgängliga.   | Inga översättningar finns tillgängliga. | Inga översättningar finns tillgängliga. | Inga översättningar finns tillgängliga. |
| (2010) | Berättelsen från sommarhemmet       | Inga översättningar finns tillgängliga.   | Inga översättningar finns tillgängliga. | Inga översättningar finns tillgängliga. | Inga översättningar finns tillgängliga. |
| (2011) | En vän som heter Mia                | Inga översättningar finns tillgängliga.   | Inga översättningar finns tillgängliga. | Inga översättningar finns tillgängliga. | Inga översättningar finns tillgängliga. |
| (2011) | Dig blir det aldrig något av        | Inga översättningar finns tillgängliga.   | Inga översättningar finns tillgängliga. | Inga översättningar finns tillgängliga. | Inga översättningar finns tillgängliga. |

1 Regnbågsserien

### Antal översättningar per språk
(Svenska): 26
Tyska: 10
Danska: 9
Norska: 6
Nederländska: 4
Estniska: 3
Engelska, finska, isländska: 2
Franska, italienska, plattyska, slovenska, polska: 1
Totalt har 13 böcker översatts till åtminstone ett språk.

## Priser och utmärkelser
- 1986 – Nils Holgersson-plaketten för Janne min vän
- 1989 – Expressens Heffaklump för Medan regnbågen bleknar
- 1992 – Augustpriset för Jag saknar dig, jag saknar dig! (tillsammans med Kinna Gieth)
- 1995 – Astrid Lindgren-priset
- 1990 – Deutscher Jugendliteraturpreis för Janne min vän
- 1995 – Deutscher Jugendliteraturpreis för Jag saknar dig, jag saknar dig! (tillsammans med Kinna Gieth)
- 2000 – Sigtunastiftelsens författarstipendium
- 2005 – Stipendium ur Lena Vendelfelts minnesfond